# Fillgrabenbach

Der Fillgrabenbach, oft auch nur Fillgraben genannt, ist ein kleiner Bach im Bezirk Braunau im Innviertel in Oberösterreich. Er ist ein linker Nebenfluss des Mühlberger Bachs.

## Geographie

### Verlauf
Der Fillgrabenbach entspringt ähnlich wie der Mühlberger Bach am Nordabhang des Tannbergs, südlich des kleinen Ortes Laßberg (Gemeinde Lochen am See) und unweit der Grenze zum Land Salzburg. Er wendet sich anfangs in nördliche bis nordwestliche Richtung und fließt dabei zwischen den Ortschaften Laßberg und Gutferding (Gemeinde Lochen am See). Oberhalb von Koppelstätt (Gemeinde Lochen am See) fließt von links ein namenloser, etwa gleichgroßer Nebengraben zu, der seinen einzigen und wichtigsten Zubringer bildet. Bei Koppelstätt wendet sich der Bach immer mehr Richtung Osten. Kurz unterhalb von Gunzing (Gemeinde Lochen am See) mündet der Fillgrabenbach schließlich von links in den hier etwa gleichgroßen Mühlberger Bach ein. Seine Mündung liegt nur kurz oberhalb der des Steinbachs.
Bei längeren Trockenphasen, wie es z. B. 2018 der Fall war, fällt der Fillgrabenbach trocken.

### Einzugsgebiet
Das Einzugsgebiet des Fillgrabenbachs grenzt an das des Flörlplainbachs, der etwas weiter östlich entspringt und über den Hainbach und den Schwemmbach zur Mattig entwässert. Nördlich seiner Quelle entspringt ein Nebengraben des Eisbachs, der über den Wallersee und die Fischach zur Salzach entwässert. Westlich entspringen der Steinbach und der Reitshamer Bach, die beide in den Mühlberger Bach münden.